# Carl Boberg

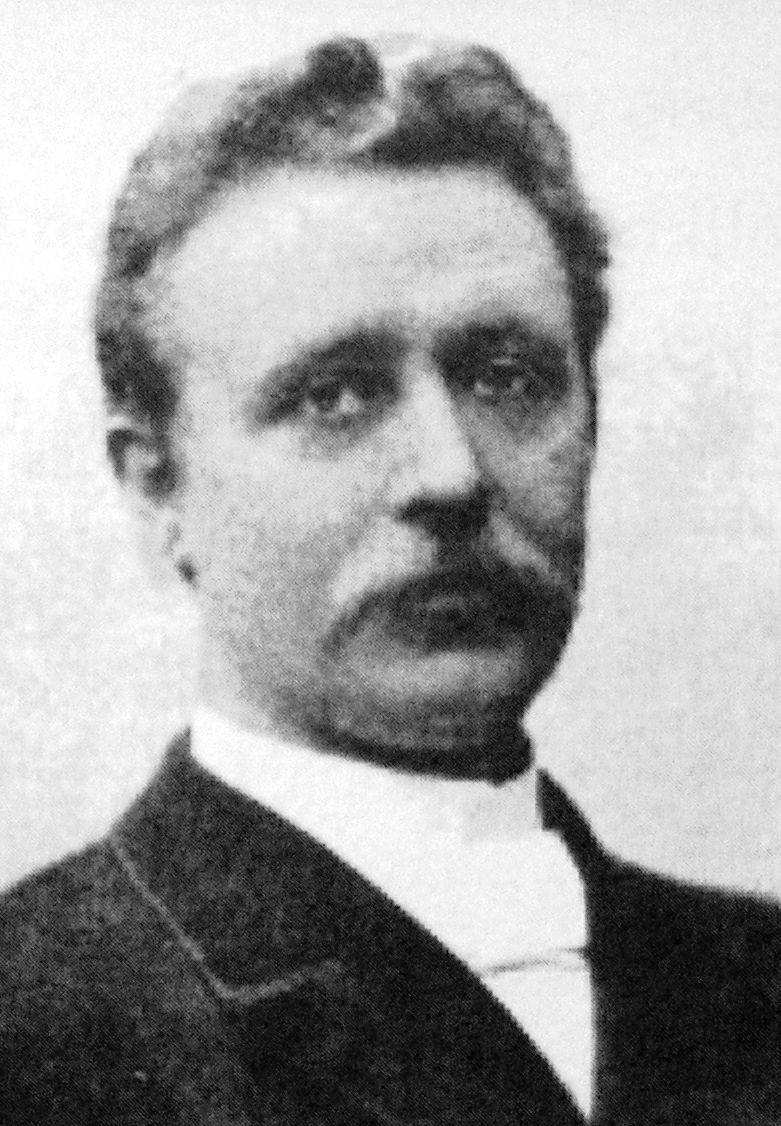
Carl Boberg

Carl Gustav Boberg (geb. 16. August 1859 in Mönsterås; gest. 7. Januar 1940 in Kalmar) war ein schwedischer Dichter, Prediger, Redakteur und Politiker. Bekannt wurde er durch das Gedicht O Store Gud (deutsch: O großer Gott), aus dem die Hymne How Great Thou Art abgeleitet wurde.

## Leben und Wirken
Carl Boberg wurde 1859 in der Kirchengemeinde Mönsterås geboren. Seine Eltern waren der Zimmermann Nils Petter Jonsson Boberg und Hedvig Gustava Jonsdotter. 1875 heuerte er auf einem Handelsschiff an und arbeitete einige Zeit in der Handelsbranche. Anschließend besuchte er einen Handwerksschulkurs und arbeitete ab 1877 für zwei Jahre als Handwerkslehrer an einer Volksschule. Von 1879 bis 1882 studierte er an der Missionsschule in Kristinehamn und war dann als Pastor der Missionskirche tätig; zunächst in Mönsterås, anschließend in Stockholm an der Florakyrkan (1890–1892) und der Immanuelkyrkan (1892–1909). Von 1897 bis 1902 war er Vorstandsmitglied des Schwedischen Missionsbundes. Boberg war von 1889 bis 1916 Herausgeber der wöchentlichen christlichen Zeitung Sanningsvittnet (deutsch: Zeuge der Wahrheit) und wurde 1894 deren Eigentümer.
Innerhalb der freikirchlichen Leitung nahm Boberg eine konservative Haltung ein, sowohl in politischer als auch in spiritueller Hinsicht. Während seines pastoralen Dienstes arbeitete er mit dem Theologen und führenden Freikirchler Paul Petter Waldenström zusammen, unternahm Predigtreisen im ganzen Land und war einer der Hauptredner bei den großen spirituellen Sommertreffen in verschiedenen Provinzen.
Boberg schrieb zahlreiche Gedichte, (Gospel-)Lieder und Hymnen. Er und Lina Sandell haben viele Kirchenlieder zum ersten Gesangbuch des Missionsbundes beigesteuert. Viele seiner Gedichte wurden vertont, darunter O Store Gud, das heute in allen Teilen der Welt gesungen wird.
In den Jahren 1912 bis 1931 war Boberg Mitglied der Ersten Kammer des Reichstags und dort in verschiedenen Ausschüssen tätig.
Boberg war zwei Mal verheiratet und starb im Alter von 80 Jahren in Kalmar.

## Ehrungen
- 1916 wurde Boberg mit der Litteris et Artibus-Medaille ausgezeichnet.
- Für sein politisches Wirken wurde er 1917 zum Ritter des Wasa-Ordens und 1923 zum Ritter des Nordstern-Ordens ernannt.

## Werke
- I moll och dur : blandade dikter och sånger. Stockholm 1892.
- Aftonskyar: blandade dikter och sånger. Stockholm 1900.
- Ax och blåklint. Stockholm 1902.